# عزلة القطعة العليا (الحديدة)
عزلة القطعة العليا هي إحدى عزل مديرية الحجيلة في محافظة الحديدة اليمنية ويبلغ تعداد سكانها 4790 نسمة حسب التعداد السكاني في اليمن لعام 2004.       هذي احداثيات قبل 20عام من الان 
2024  السكان ازاد،ضعفين  والاسر ثلاثه اضعاف،
ويعتمد،ابنائها بشكل كلي،علئ الثروه الحيوانيه 
وثانيا يوجد،من كل،اسره شخص،مغترب
خدمات  الكهربا والمياه،والخط شبه معدومه

## روابط خارجية
- الجهاز المركزي للإحصاء بالجمهورية اليمنية
- المركز الوطني للمعلومات باليمن نسخة محفوظة 10 أبريل 2015 على موقع واي باك مشين.
- World Gazetteer:Yemen
- الدليل الشامل